# Thucydide (homme politique)
Pour les articles homonymes, voir Thucydide (homonymie).
Thucydide (en grec ancien : Θουκυδίδης), également connu sous le nom de Thucydide d'Alopèce (né à Alopèce vers 500 av. J.-C. et mort sur l'île d'Égine) est un militaire et une personnalité politique athénienne du Ve siècle av. J.-C., contemporain de Périclès.
Il est le fils de Mélésias et le petit-fils d'un Thucydide.

## Histoire
Il est le chef des oligarques, une aile conservatrice de la politique athénienne, et s'oppose notamment à Périclès sur la question de l'utilisation du phoros par Athènes.
Frappé d’ostracisme en 443 av. J.-C. par son adversaire, il s’exile dans l’île d'Égine, qu’il mène à la ruine par une série de prêts avec intérêt.

## Famille

### Mariage et enfants
De son mariage avec une sœur de Cimon, il eut :
- Hegesipyle, (né vers -480), épouse son cousin Oloros et est la mère de l'historien Thucydite ;
- Melesias, (né vers -480/75 - décédé après -411), oligarque, dictateur en -411 ;
- Stephanos ;
- une fille, épouse de  Ménon II de Pharsale (en)[5].